# Biblioteka Žuanina
Biblioteka Žuanina je barokna biblioteka u Koimbri, Portugalu. Smatra se jednom od najlepših biblioteka na svetu.
Biblioteka Žuanina nosi ime po svom osnivaču, kralju Žoau V od Portugalije, koji je započeo njenu izgradnju 1717. godine. U njoj se nalazi više od 70.000 bibliotečkih jedinica, uključujući brojna istorijska dokumenta. Biblioteka je registrovana kao nacionalni spomenik. 

## Istorija
Casa da Livraria (Kuća biblioteke), naziv pod kojim je biblioteka bila poznata, primila je svoje prve knjige u bibliotečki fond 1750. godine, a njena izgradnja trajala je od 1717. do 1728. godine.

## Arhitektura
Zgrada ima tri sprata i sadrži oko 200.000 primeraka, od kojih je 40.000 smešteno na prvom spratu. Bibliografska kolekcija biblioteke Žuanine može se konsultovati na zahtev i uz obrazloženje razloga za upotrebu. Nakon odobrenja, član osoblja donosi traženi rad u biblioteku Geral, gde se dokument može pregledati. 
Pažnja koja se pridaje ovoj proceduri direktna je posledica toga što biblioteka sadrži brojna retka i stara dokumenata u biblioteci. Brojna dela iz bibliotečke zbirke datiraju iz 16, 17. i 18. veka; mnoga od tih dela predstavljaju neke od najboljih radove Evrope tog vremena. Biblioteka sadrži  dela iz oblasti medicine, geografije, istorije, humanističkih studija, nauke, prava, filozofije i teologije.

## Zanimljivosti
Biblioteka je poznata kao jedna od dve na svetu (druga je biblioteka u palati Mafra) čije knjige su zaštićene od insekata koji se hrane papirom, takozvani papirófagos, prisustvom kolonije slepih miševa unutar biblioteke. Tokom noći, slepi miševi se hrane insektima koji se pojavljuju, eliminišući štetočine.